# Ladomirov
Ladomirov es un municipio del distrito de Snina en la región de Prešov, Eslovaquia, con una población estimada a final del año 2024 de 251 habitantes.
Se encuentra ubicado al este de la región, en el valle del río Cirocha (cuenca hidrográfica del río Tisza) y cerca de la frontera con Ucrania.

## Demografía
| Año        | 1994 | 2004    | 2014     | 2024     |
| ---------- | ---- | ------- | -------- | -------- |
| Población  | 382  | 353     | 290      | 251      |
| Diferencia |      | −7,59 % | −17,84 % | −13,44 % |

| Año        | 2023 | 2024    |
| ---------- | ---- | ------- |
| Población  | 256  | 251     |
| Diferencia |      | −1,95 % |